# Melanis agyrtus
Melanis agyrtus är en fjärilsart som beskrevs av Pieter Cramer 1777. Melanis agyrtus ingår i släktet Melanis och familjen Riodinidae. Inga underarter finns listade i Catalogue of Life.